# 特洛伊羅斯與克麗西達
《特洛伊罗斯与克丽西达》是英国作家乔叟以中世纪英文转述的史诗。它以特洛伊战争为背景，讲述了一对恋人，特洛伊罗斯和克丽西达的悲剧故事。它以君王诗体写就，并在14世纪八十年代中叶完篇。许多乔叟学者认为这部诗堪称他最为完美的作品。相比知名度更高的却并未完篇的坎特伯雷故事集，这首长诗更加饱满、丰盈。这首史诗通常被人认为是一句俗语：“天下没有不散的筵席”的来源。
尽管特洛伊罗斯早在古希腊文学中就已经出现，但将他作为恋爱故事的主角还是中世纪的原创操作。已知的第一个故事是Benoît de Sainte-Maure的诗作《特洛伊的浪漫》。但是乔叟的主要灵感来源似乎是再创作了Maure的诗，并收入在自己的十日谈中的薄伽丘。比起薄伽丘的版本，乔叟的改写被认为更加理性且对于女性的偏见不再那么强烈。
这部作品对于后世的作者们有着深远影响。罗伯特·亨利森的苏格兰语诗作《克丽西达的遗嘱》更进一步的想象了乔叟所没有提及关于克丽西达的，更为悲惨的命运。另外，莎士比亚的作品脫愛勒斯與克萊西達的故事背景尽管更加昏暗沉重，但是也部分基于乔叟的原作完成。